# Clytra bodemeyeri
Clytra bodemeyeri es un coleóptero de la familia Chrysomelidae. Fue descrita científicamente por primera vez en 1900 por Weise.